# كوانزا أنغولي
الكوانزا الأنغولي (بالإنجليزية: Kwanza)‏ هي عملة أنغولا الرسمية.

## الكونزا الأولى
اصدرت الكوانزا بعد استقلال أنغولا، وحلت محل الإسكودو وقسمت إلى 100 لوي.

## الكوانزا الثانية
في عام 1999 صدرت الكوانزا الأنغولية، على عكس الكوانزا الأول، قسمت هذه العملة إلى 100 سنت. وشهد إدخال هذه العملة إعادة إدخال العملات المعدنية. وعلى الرغم من أنها عانت في وقت اصدارها من ارتفاع التضخم، إلا أن قيمتها استقرت لاحقا

### العملات المعدنية

#### السلسلة الأولى
| القيمة   | القطر  | الوزن    | المعدن             | الوصف                    | الوصف  | تاريخ الاستخدام |
| القيمة   | القطر  | الوزن    | المعدن             | الوجه                    | العكس  | تاريخ الاستخدام |
| -------- | ------ | -------- | ------------------ | ------------------------ | ------ | --------------- |
| 10 سنت   | 15 ملم | 1.5جرام  | فولاذ مطلي بالنحاس | اسم البلد، الشعار، السنة | القيمة | 1999            |
| 50 سنت   | 18 مم  | 3 جرام   | فولاذ مطلي بالنحاس | اسم البلد، الشعار، السنة | القيمة | 1999            |
| 1 كوانزا | 21 ملم | 4.5 جرام | نحاس ونيكل         | اسم البلد، الشعار، السنة | القيمة | 1999            |
| 2 كوانزا | 22 ملم | 5 جرام   | نحاس ونيكل         | اسم البلد، الشعار، السنة | القيمة | 1999            |
| 5 كوانزا | 26 ملم | 7 جرام   | نحاس ونيكل         | اسم البلد، الشعار، السنة | القيمة | 1999            |

#### السلسلة الثانية
| القيمة     | القطر    | الوزن (جرام) | المعدن                          | الوصف                    | الوصف  | تاريخ الإصدر |
| القيمة     | القطر    | الوزن (جرام) | المعدن                          | الوجه                    | العكس  | تاريخ الإصدر |
| ---------- | -------- | ------------ | ------------------------------- | ------------------------ | ------ | ------------ |
| 50 سنت     | 20.6 ملم | 3.8          | فولاذ مطلي بالنحاس والنيكل      | اسم البلد، الشعار، السنة | القيمة | 2012         |
| 1 كوانزا   | 22.1 ملم | 5.0          | صلب مطلي بالنحاس                | اسم البلد، الشعار، السنة | القيمة | 2012         |
| 5 كوانزا   | 25 ملم   | 7.0          | ثنائية المعدن نحاس ونيكل        | اسم البلد، الشعار، السنة | القيمة | 2012         |
| 10 كوانزا  | 27 ملم   | 8.0          | ثنائية المعدن نحاس ونيكل        | اسم البلد، الشعار، السنة | القيمة | 2012         |
| 20 كوانزا  | 28 ملم   | 11.64        | صلب في المنتصف ونحاس في الحلقات | آنا دي سوزا              | القيمة | 2014         |
| 50 كوانزا  | 26 ملم   | 7.6          | صلب مطلي بالنحاس والنيكل        | 40 عاما من الاستقلال     | القيمة |              |
| 100 كوانزا | 26.5 ملم | 8.6          | صلب مطلي بالنحاس                | 40 عاما من الاستقلال     | القيمة |              |

### الأوراق النقدية
| سلسلة 1999-2011 | سلسلة 1999-2011 | سلسلة 1999-2011 | سلسلة 1999-2011                          | سلسلة 1999-2011   | سلسلة 1999-2011 |
| الصورة          | القيمة          | اللون الرئيسي   | الوصف                                    | الوصف             | التاريخ         |
| الصورة          | القيمة          | اللون الرئيسي   | الوجه                                    | العكس             | التاريخ         |
| --------------- | --------------- | --------------- | ---------------------------------------- | ----------------- | --------------- |
|                 | 1 كوانزا        | زهري            | أغوستينيو نيتو وجوزيه إدواردو دوس سانتوس | نساء تقطف القطن   | 1 ديسمبر 1999   |
|                 | 5 كوانزا        | أحضر فاتح       | أغوستينيو نيتو وجوزيه إدواردو دوس سانتوس | Serra da Leba ‏    | 1 ديسمبر 1999   |
|                 | 10 كوانزا       | أحمر            | أغوستينيو نيتو وجوزيه إدواردو دوس سانتوس | ظبيان             | 1 ديسمبر 1999   |
|                 | 50 كوانزا       | ليمي            | أغوستينيو نيتو وجوزيه إدواردو دوس سانتوس | منصة نفط          | 1 ديسمبر 1999   |
|                 | 100 كوانزا      | أصفر وبني       | أغوستينيو نيتو وجوزيه إدواردو دوس سانتوس | بنك أنغولا الوطني | 1 ديسمبر 1999   |
|                 | 200 كوانزا      | أرجواني         | أغوستينيو نيتو وجوزيه إدواردو دوس سانتوس | منظر جوي للواندا  | 19 يوليو 2004   |
|                 | 500 كوانزا      | برتقالي         | أغوستينيو نيتو وجوزيه إدواردو دوس سانتوس | القطن             | 19 يوليو 2004   |
|                 | 1000 كوانزا     | وردي            | أغوستينيو نيتو وجوزيه إدواردو دوس سانتوس | زراعة البن        | 19 يوليو 2004   |
|                 | 2000 كوانزا     | ليموني          | أغوستينيو نيتو وجوزيه إدواردو دوس سانتوس | شاطئ البحر        | 2006            |

| سلسلة 2012 | سلسلة 2012    | سلسلة 2012    | سلسلة 2012                                | سلسلة 2012             | سلسلة 2012   |
| الصورة     | القيمة        | اللون الرئيسي | وصف                                       | وصف                    | التاريخ      |
| الصورة     | القيمة        | اللون الرئيسي | الوجه                                     | العكس                  | التاريخ      |
| ---------- | ------------- | ------------- | ----------------------------------------- | ---------------------- | ------------ |
|            | 5 كوانزا      | رمادي         | أغوستينيو نيتو وجوزيه إدواردو دوس سانتوس  | Ruacana Falls ‏         | 2017         |
|            | 10 كوانزا     | أحمر          | أغوستينيو نيتو وجوزيه إدواردو دوس سانتوس  | شلال لوينا             | 2017         |
|            | 50 كوانزا     | اصفر-برتقالي  | أغوستينيو نيتو وجوزيه إدواردو دوس سانتوس  | شلالات كومبا           | 22 مارس 2013 |
|            | 100 كوانزا    | بني فاتح      | أغوستينيو نيتو وجوزيه إدواردو دوس سانتوس  | شلالات بينجة           | 22 مارس 2013 |
|            | 200 كوانزا    | بنفسجي فاتح   | أغوستينيو نيتو وجوزيه إدواردو دوس سانتوس  | شلالات تشيمبو          | 22 مارس 2013 |
|            | 500 كوانزا    | برتقالي       | أغوستينيو نيتو وجوزيه إدواردو دوس سانتوس  | شلالات اوندولو         | 22 مارس 2013 |
|            | 1,000 كوانزا  | أحمر فاتح     | أ غوستينيو نيتو وجوزيه إدواردو دوس سانتوس | شلالات كالاندولا       | 31 مايو 2013 |
|            | 2,000 كوانزا  | ليمي أخضر     | أغوستينيو نيتو وجوزيه إدواردو دوس سانتوس  | شلالات داندي           | 31 مايو 2013 |
|            | 5,000 كوانزا  | أرجواني فاتح  | أغوستينيو نيتو وجوزيه إدواردو دوس سانتوس  | سد كاباندا، نهر كوانزا | 31 مايو 2013 |
|            | 10,000 كوانزا | شرشيري        | أغوستينيو نيتو وجوزيه إدواردو دوس سانتوس  | ظبي سموري عملاق ‏       | لم تصدر      |

| إصدار 2020 | إصدار 2020    | إصدار 2020    | إصدار 2020     | إصدار 2020                              | إصدار 2020 |
| الصورة     | القيمة        | اللون الرئيسي | الوصف          | الوصف                                   | التاريخ    |
| الصورة     | القيمة        | اللون الرئيسي | الوجه          | العكس                                   | التاريخ    |
| ---------- | ------------- | ------------- | -------------- | --------------------------------------- | ---------- |
|            | 200 كوانزا    | أزرق          | أغوستينيو نيتو | Black Rocks at Pungo Andongo ‏           | 2020       |
|            | 500 كوانزا    | بني           | أغوستينيو نيتو | Tundavala Gap ‏                          | 2020       |
|            | 1,000 كوانزا  | بنفسجي        | أغوستينيو نيتو | سلسلة جبال بلانالتو الوسطى              | 2020       |
|            | 2,000 كوانزا  | أخضر          | أغوستينيو نيتو | Serra da Leba ‏                          | 2020       |
|            | 5,000 كوانزا  | أزرق          | أغوستينيو نيتو | Cathedral of the Holy Saviour of Congo ‏ | 2020       |
|            | 10,000 كوانزا | بني فاتح      | أغوستينيو نيتو | كهف زينزو                               | 2020       |

## سعر الصرف
| التاريخ               | سعر صرف الدولار                |
| --------------------- | ------------------------------ |
| 1994                  | 34,200 إلى 850,000             |
| يناير إلى يونيو 1995  | 1,000,000 إلى 2,100,000        |
| يوليو إلى ديسمبر 1995 | 2,100 إلى 13,000               |
| 1996                  | 13,000 إلى 210,000 إلى 194,000 |
| 1997                  | 194,000 إلى 253,300            |
| 1998                  | 253,300 إلى 594,000            |
| 1999                  | 594,000 إلى 5,400,000          |
| 2000                  | 5.4 إلى 16.3                   |
| 2001                  | 16.3 إلى 31.12                 |
| 2002                  | 31.12 إلى 57.47                |
| 2003                  | 57.47 إلى 86.88 إلى 78.61      |
| 2004                  | 78.61 إلى 85.90                |
| 2005                  | 85.90 إلى 88.97 إلى 80.58      |
| 2006                  | 80.58 إلى 89.01 إلى 80.57      |
| 2007                  | 80.57 إلى 74.78 إلى 75.16      |
| 2008                  | 75.16                          |
| 2017                  | 165.09                         |
| 2018                  | 238.801 إلى 308.61             |
| 2019                  | 308.61 إلى 482.23              |
| 2020                  | 482.23 إلى 649.49              |